# Adil Giray
Adil Giray est un khan de Crimée ayant régné de 1666 à 1671.

## Origine
Adil Giray est le fils de Devlet/Ahmed Giray Choban (i.e. le « Berger »), fils non reconnu du khan Fetih Ier et d'une « comtesse Potocka », captive polonaise razziée lors d'une expédition.

## Règne
Il est un puissant allié du royaume de Pologne-Lituanie aux prises notamment avec les Cosaques et les Russes. En 1669, il est même candidat au trône de la république des Deux Nations lors de l'élection royale qui suit le retrait de Jean II Casimir Vasa.
En mai 1671, il est toutefois destitué au profit de Sélim Ier Hadji Giray par le sultan ottoman Mehmed IV, qui a décidé de reprendre la guerre contre la Pologne-Lituanie (1672-1676).

## Postérité
Adil Giray est le père de :
- Devlet III Kara Giray.